# Еър Канада Център
„Еър Канада Център“ е мултифункционална зала в Торонто, Онтарио, Канада.
Арената е дом на Торонто Мейпъл Лийфс и Торонто Раптърс, а неин главен спонсор е „Еър Канада“. Има капацитет до 19 800 души.

## Фотогалерия
- Мач на Торонто Раптърс
- Мач на Торонто Мейпъл Лийфс
- Мач на Торонто Раптърс

|  | Тази страница частично или изцяло представлява превод на страницата Air Canada Centre в Уикипедия на английски. Оригиналният текст, както и този превод, са защитени от Лиценза „Криейтив Комънс – Признание – Споделяне на споделеното“, а за съдържание, създадено преди юни 2009 година – от Лиценза за свободна документация на ГНУ. Прегледайте историята на редакциите на оригиналната страница, както и на преводната страница, за да видите списъка на съавторите. ВАЖНО: Този шаблон се отнася единствено до авторските права върху съдържанието на статията. Добавянето му не отменя изискването да се посочват конкретни източници на твърденията, които да бъдат благонадеждни. |